# Secretaría General del Partido Socialista Obrero Español
La Secretaría General del Partido Socialista Obrero Español, es el segundo escalafón en el organigrama del partido, solo por detrás de la Presidencia. A pesar de ello, el titular de la Secretaría General ostenta el poder ejecutivo dentro de la organización, mientras que la Presidencia tiene un carácter más simbólico.
Desde el 21 de mayo de 2017 el Secretario General es Pedro Sánchez al ser reelegido con más del 50 % de los votos.

## Funciones de la Secretaría General
De acuerdo con el artículo 35.2 de los Estatutos Federales del PSOE aprobados en el 40.º Congreso Federal y con el artículo 10 del Reglamento de Funcionamiento de la Comisión Ejecutiva Federal, la Secretaría General tiene las siguientes funciones:
- Coordinar la política y la estrategia del Partido.
- Actuar como máximo portavoz de la Comisión Ejecutiva Federal.
- Ostentar la representación política del Partido.
- Coordinar los trabajos de la Comisión Ejecutiva Federal.
- Dirigir las relaciones políticas y las iniciativas con otras fuerzas políticas.

Además de lo anterior, la persona titular de la Secretaría General participará, como miembro de la Comisión Ejecutiva Federal, en la toma de decisiones en relación con las competencias de ésta, que, de acuerdo con el artículo 31 de los Estatutos Federales del PSOE, son:
- Aplicar y dirigir la política del Partido.
- La organización de la vida interna del Partido.
- La aprobación de todos los documentos políticos.
- Las relaciones internacionales.
- La realización de cuantas actividades sean necesarias en todos los aspectos para el cumplimiento de los fines del Partido a nivel del Estado.
- El seguimiento de la actuación de los representantes del Partido en los poderes públicos, interpretando y valorando si su actuación se ajusta al cumplimiento de los objetivos fijados.
- El diseño de los métodos que aseguren la coordinación de los diversos proyectos políticos del Partido en todos los ámbitos, analizando y definiendo previamente las prioridades políticas.
- La convocatoria del Comité Federal y la propuesta de orden del día.
- La resolución de los conflictos y recursos de su competencia que surjan en el seno del Partido.
- La aprobación de propuestas al Comité Federal
- La convocatoria del Congreso extraordinario, si procediera.
- La aprobación de las cuentas anuales y del proyecto de presupuestos del Partido que posteriormente se someterá al Comité Federal para su definitiva aprobación, además de la aprobación de los presupuestos para las campañas electorales de ámbito estatal.
- La decisión sobre la adquisición, transmisión, permuta, o la constitución de hipotecas, avales, u otros gravámenes sobre bienes inmuebles del Partido.
- La propuesta y ejecución de los criterios generales de actuación y coordinación en materia electoral.
- La aprobación de los criterios generales de acción parlamentaria del Grupo Socialista en las Cortes Generales, así como la decisión sobre actuaciones o posiciones del Grupo en trámites parlamentarios concretos.
- Proponer al Comité Federal el candidato/a a Presidente/a del Gobierno.
- Proponer al Grupo Parlamentario Socialista los miembros que formarán parte de la Mesa del Congreso y del Senado, así como los que formarán parte de la dirección de dicho Grupo.
- El seguimiento político de la labor del Gobierno de la Nación y del desarrollo legislativo.
- Convocar las conferencias sectoriales que crea conveniente y coordinar a través de las diversas secretarías la actividad sectorial del Partido.
- Designar al/la director/a de El Socialista.
- Recabar de los órganos territoriales del Partido la información económica, contable y financiera que considere necesaria, así como intervenir sus cuentas si las circunstancias lo requieren.
- Convocar las consultas a la militancia y afiliación directa.
- Fijar y aprobar, las políticas de cumplimiento normativo y los procedimientos que las desarrollen, identificar los principales riesgos a los que está expuesto el partido como organización y definir los sistemas de gestión de cumplimiento.
- La aprobación del ejercicio de acciones conforme a lo dispuesto en la Ley de la Jurisdicción Contencioso-Administrativa sobre el ejercicio de acciones por las personas jurídicas y la presentación de querellas en el ejercicio de acciones penales que correspondan al Partido.
- Cuantas funciones le sean otorgadas por los Estatutos Federales y la normativa reglamentaria que los desarrollan.

## Lista de los secretarios generales del PSOE
1. Pablo Iglesias Posse (1879-1925): 1.er presidente y secretario general del PSOE.
2. Andrés Saborit (1925-1931): Sucesor en la secretaría, tras la muerte de Pablo Iglesias en 1925.[cita requerida]
3. Francisco Largo Caballero (1931-1935): 1.er secretario general del PSOE, durante la Segunda República Española.
4. Ramón Gómez Peña (1935-1948): Secretario general durante la guerra civil española (1936-1939) y 1.er secretario general, del llamado PSOE (exilio).
5. José Gómez Osorio (1939-1940): 1.er secretario general del PSOE "interior", capturado por el régimen franquista, y fusilado en 1940.

1. Sócrates Gómez (1940-1944): 2.º secretario del PSOE "Interior", capturado en 1944, pasa varios lustros en prisión hasta que recobra la libertad, exiliándose durante unos años en Londres a partir de 1963.[cita requerida]
2. Juan Gómez Egido (1944): 3.er secretario del PSOE "Interior", tras salir de la cárcel en 1944 sucedió en el cargo a Sócrates, y en 1945 partió al Congreso del PSOE celebrado en Suresnes (Francia), una vez allí se exilió. Se reunió con la ejecutiva del PSOE "Exilio", encabezado por Ramón Gómez Peña, y trató de convencer a la CNT, PSOE "Exilio" y PCE, de luchar juntos contra la dictadura de Franco.
3. Eduardo Villegas (1944-1946): Sucedió en el puesto de secretario general del PSOE "Interior" a Juan Gómez, tras el exilio de este último a Francia, tras el congreso de Suresnes en 1945. Estará en la cárcel durante 15 años (1945-1960), hasta que en 1960 fue puesto en libertad vigilada.
4. Miguel Ángel Martínez (1946-1965): Tras la encarcelación de Eduardo Villegas en 1946, Miguel Ángel le sucede al frente del PSOE "Interior", como secretario general. Será delatado, y juzgado, pero al final conseguirá la absolución en 1965. Dejará su papel en el PSOE interior a Rodolfo Llopis.
5. Antonio Trigo Mairal (1948-1949): 2.º secretario general del PSOE "Exilio", tras la dimisión de Ramón Gómez. Abre el camino de que la secretaría general debe estar en el exilio, y no en el interior de España, ya que era peligroso por la continua presión de la policía franquista sobre los militantes socialistas del interior.
6. Antonio Hernández Vizcaíno (1949-1952): 3.er secretario general del PSOE "Exilio", enfrentados a los prietistas (militantes que apoyaban las tesis de Indalecio Prieto), y que consiguió ganarles la partida de la secretaría. Caería en 1952, tras la detención en España del militante socialista Patricio Cruz, el cual aportaba numerosas listas de dirigentes del PSOE, en el interior y exterior.
7. Tomás Centeno (1952-1953): Secretario General, elegido en el Congreso de Toulouse. En su ejecutiva, solo había dos personas más: Rafael González Gil y Máximo Rodríguez Valverde. Apoyó a su sucesor Teodomiro Menéndez, en contra de la ejecutiva rival de José María Fernández, la cual se formó sin el apoyo de Tomás, ni el reconocimiento de la ejecutiva federal del exterior. Murió en 1953, tras un interrogatorio de la Policía.
8. Teodomiro Menéndez (1953-1954): Secretario General en el exilio, la cual no fue aceptada por la organización del PSOE. Sucedió a Tomás, tras la muerte de este en 1953. Intentó sin éxito llegar a un acuerdo con los monárquicos en el exilio, para derrotar a Franco. Esto supuso su rechazo en el seno del PSOE, partido de tendencia republicana.
9. José María Fernández (1953-1954): Oficialmente era el Secretario General de la organización del PSOE. Tuvo su primera intentona durante el mandato de Tomás Centeno. Muerto este, fue elegido secretario general (ya lo era del sindicato UGT) y apoyado por el PSOE en el exilio y el del interior. Dimitió, tras la profunda división del partido, entre Teodomistas y sus seguidores.
10. Rodolfo Llopis (1954-1972): Secretario en el exilio (1954-1965), y desde 1965 Secretario General del PSOE unificado (exilio e interior). Sucedió en el cargo a José María y a Teodomiro (sin reconocimiento de la organización del partido) en 1954, y en 1965 cogió el testigo de Miguel Ángel Martínez del PSOE en España. Su ideología quedará marcada por la línea del pensamiento de Largo Caballero, y por su rechazo al abandono del marxismo ideológico. En 1972, en el congreso de Toulouse, perdió la secretaría general frente al grupo renovador encabezado por Felipe González y Alfonso Guerra, del PSOE "interior·, y sus tesis de la socialdemocracia, al estilo del SPD alemán. Creó el partido PSOE Histórico, y desde 1978, se llamó PS.
11. Felipe González (1974-1997): 2.º secretario general más longevo del PSOE (23 años), después de Pablo Iglesias (46 años). Su tesis de la socialdemocracia como forma de llegar al poder ganó a los históricos del PSOE (Llopís), en Suresnes (Francia) en 1974. Legalizó el PSOE en 1976, tras la muerte de Franco (1975), y consiguió que Gregorio Peces Barba, representará al PSOE en la elaboración de la Constitución de 1978, iniciada en 1977. Arrasó en las primeras elecciones municipales de 1979, y fue el segundo partido en las elecciones legislativas de 1977 y 1979, las primeras elecciones generales desde 1936 (ganadas por el Frente Popular, donde el PSOE formaba parte de este grupo). En 1980 intentó forzar la marcha de Adolfo Suárez con una moción de censura, la cual no fue aprobada. En 1981 vio como un Coronel de la Guardia Civil, entraba en el Congreso e intentaba dar un Golpe de Estado, el famoso 23-F, el cual al final no fluctuó. En 1982 gana las elecciones generales por mayoría absoluta (202 diputados, récord hasta la fecha). Ganará las elecciones de 1986 (184 diputados), donde España entrará en la OTAN militar (fue el PSOE el que rechazó la idea estando en la oposición durante el gobierno de la UCD) y también fue el que firmó el acta de adhesión a la anhelada Unión Europea. Ganó las elecciones de 1989 (175 Diputados). Tras el intento de moción de censura presentada por el PP, González anunció la celebración de elecciones en 1989, un año antes de lo previsto. Ganaría las de 1993 (159 Diputados). En 1996 convocará elecciones tras la crisis y sequía de 1993, los escándalos del hermano de Guerra, FILESA, Roldán y los GAL, (1983-1995), y el desgaste del PSOE, tras llevar desde 1982 gobernando ininterrumpidamente. El PP ganaría las elecciones, y el PSOE conseguiría 141 diputados. Dejaría la Secretaría General del PSOE en el 34.º Congreso del partido en Madrid, por sorpresa, anunciando su intención de dejar el cargo político del partido. En ese congreso, saldría elegido Joaquín Almunia.
12. Joaquín Almunia (1997-2000): 2.º secretario general del PSOE, durante la democracia (desde 1977). Sucesor de Felipe González, aguantó en el cargo, hasta las desastrosas elecciones generales del 2000 (124 escaños), donde el PP revalidó su victoria y alcanzó la mayoría absoluta. Joaquín Almunia, anunció por sorpresa que abandonaba la secretaría general, después de su derrota electoral.
13. José Luis Rodríguez Zapatero (2000-2012): 3.er secretario general del PSOE durante la democracia. Elegido en el 35.º Congreso del PSOE, ganando a José Bono, que desde entonces será un colaborador fiel de Zapatero. En el 2004 gana las elecciones generales (164 diputados) al sucesor de José María Aznar, Mariano Rajoy. En su primera legislatura ordena el abandono de Irak por parte del ejército español, la aprobación del matrimonio homosexual y las leyes de dependencia. En el 2008 gana otra vez las elecciones (169 escaños) a Mariano Rajoy, y en su segunda etapa al frente del gobierno se enfrentará a la crisis mundial (desde 2009) y aprobará la ley de la memoria histórica. Su desgaste al frente del gobierno y sus desafortunadas medidas anti-crisis provocará que tenga su primera huelga general en el 2009, convocada por CCOO y UGT. Durante su mandato, la lucha antiterroristas será más eficaz, e incluso provocará que ETA anuncie un alto el fuego (2006), roto en 2007 tras el atentado de Barajas, y el cese definitivo de la violencia en 2010, tras las presiones y colaboración en la lucha antiterrorista de la Policía Nacional, Guardia Civil de España, la Gendarmería de Francia y la Guarda Nacional Republicana de Portugal, contra la banda terrorista en el territorio de estos tres países. Tras dos duros años (2010 y 2011) de crisis, anuncia por sorpresa la convocatoria de las elecciones generales el 20 de noviembre (la misma fecha de la muerte de Primo de Rivera y del dictador Francisco Franco), en un intento de poder ganar las elecciones al PP. En abril anuncia su renuncia a la candidatura socialista a la presidencia, sucediéndole Alfredo Pérez Rubalcaba. El PP, con su candidato Mariano Rajoy (por tercera vez), gana las elecciones generales. El PSOE, pasa de 169 escaños a 110 diputados, 59 diputados menos, y la peor marca registrada de escaños durante la presente democracia (desde 1978). En noviembre, tras la debacle electoral, decide convocar el 38.º Congreso del PSOE, en febrero, para elegir al nuevo comité federal, Presidente y Secretario General.
14. Alfredo Pérez Rubalcaba (2012-2014). Representante del viejo aparato del partido, que cuenta con el apoyo de los viejos barones del PSOE, sobre todo de Rodríguez Ibarra, Felipe González y Alfonso Guerra. Fue elegido en el 38.º Congreso del PSOE, en el que ganó a la candidatura de Carme Chacón. Anunció su dimisión tras la derrota en las elecciones europeas de 2014.
15. Pedro Sánchez (2014-2016/2017-). Fue elegido Secretario General del PSOE en un Congreso Extraordinario tras unas elecciones primarias abiertas a la militancia en las que se impuso con un 48% de los votos frente a Eduardo Madina y José Antonio Pérez Tapias. El apoyo de la federación andaluza del partido, la más potente, fue clave para su victoria. Ha sido concejal del Ayuntamiento de Madrid y diputado en las Cortes Generales. En 2016, los españoles fueron convocados a elecciones generales 2 veces seguidas, tras la imposibilidad de formar un gobierno. El PSOE empeoró sus resultados consecutivamente, y tras las elecciones autonómicas de 2016 y la pérdida de poder del PSOE en Galicia y País Vasco, 17 miembros de la Ejecutiva Federal dimitieron con el propósito de provocar la salida del Secretario General.[3] Sánchez dimitió el 1 de octubre de 2016,[4] tras perder una votación para convocar un congreso extraordinario. El Comité Federal designó a Javier Fernández Fernández presidente de la comisión gestora que desarrollará funciones ejecutivas.[5] El 21 de mayo de 2017 gana las primarias del PSOE, permitiéndole convertirse en secretario general, de nuevo, durante el XXXIX congreso del partido.[1]